# Notopleura uliginosa
Notopleura uliginosa là một loài thực vật có hoa trong họ Thiến thảo. Loài này được (Sw.) Bremek. mô tả khoa học đầu tiên năm 1934.